# Hans Hübner (Chemiker)

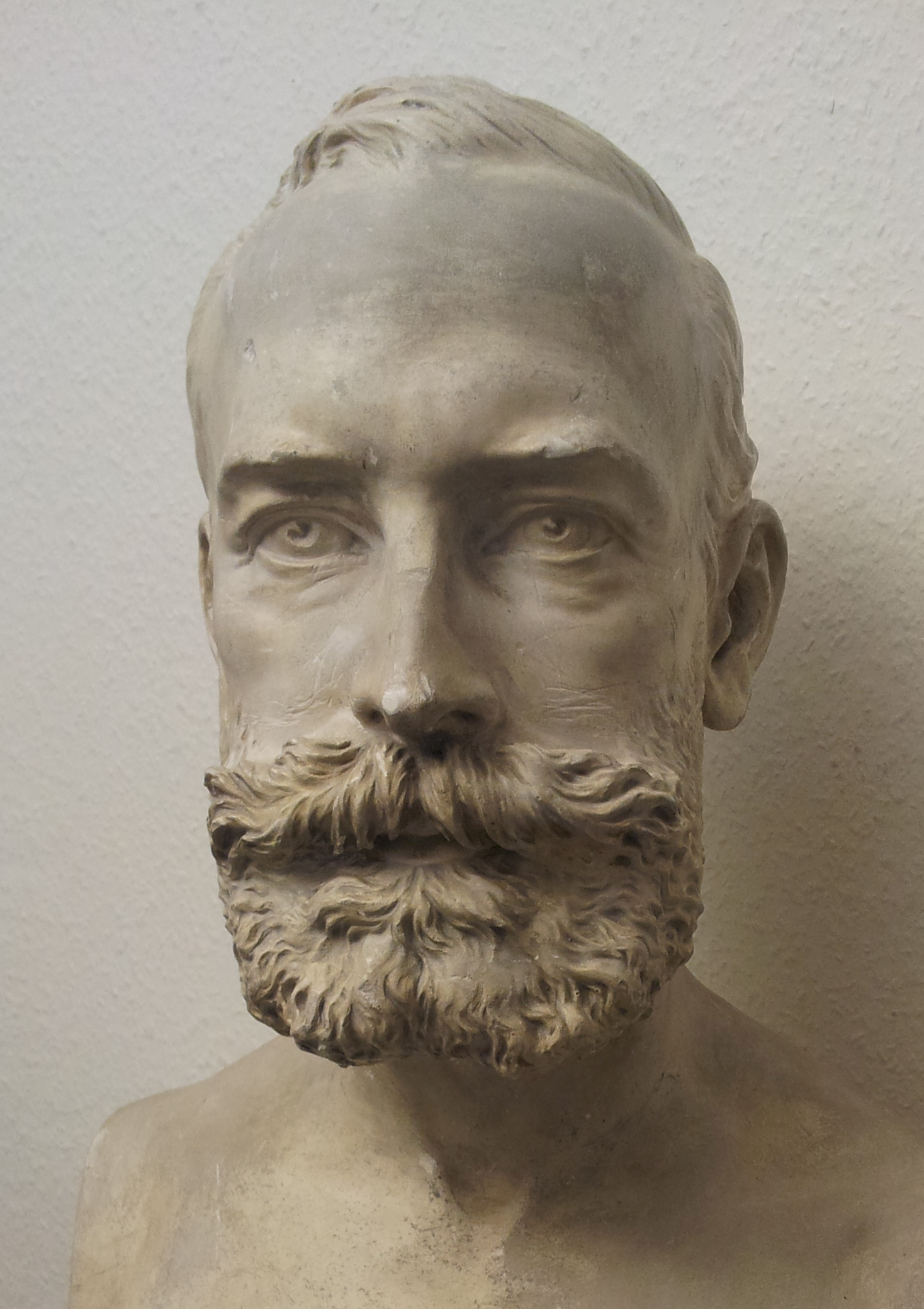
Hans Hübner, Chemiker (Gipsbüste von Eduard Hübner, 1886)

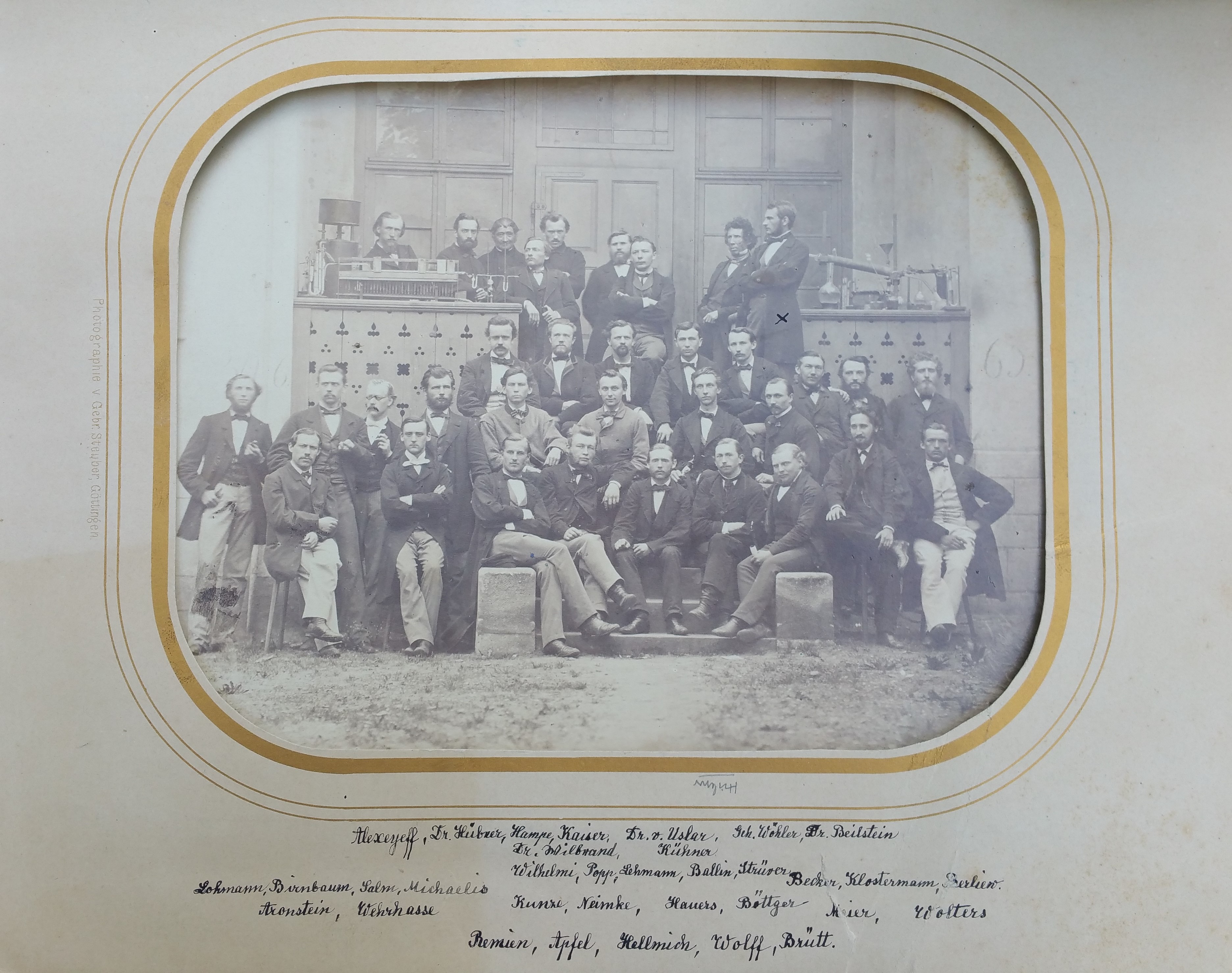
Hübner im Juni 1863

Hans Julius Anton Eduard Hübner, Taufname Johannes (* 13. Oktober 1837 in Düsseldorf; † 13. Juli 1884 in Göttingen), war ein deutscher Chemiker.

## Leben und Wirken
Hans Hübner war der Sohn des Malers Julius Hübner (1806–1882) und dessen Ehefrau Pauline (geb. Bendemann) (1809–1895). Zu seinen Geschwistern zählten der Altphilologe Emil Hübner und der Maler und Bildhauer Eduard Hübner.
Nach dem Besuch des Vitzthum-Gymnasiums studierte Hübner an der Universität Göttingen, wo er 1859 mit seiner Arbeit „Über das Acrolein“ bei Anton Geuther promovierte. Er habilitierte 1863 und wirkte in Göttingen zunächst als Privatdozent. 1870 wurde er zum außerordentlichen Professor ernannt, 1874 zum ordentlichen Professor. Im gleichen Jahr wurde er Mitdirektor des Allgemeinen Chemischen Laboratoriums bei Friedrich Wöhler, ab 1884 bis zu seinem Tode alleiniger Direktor.

## Veröffentlichungen (Auswahl)
- Ueber das Acroleïn. In: Justus Liebigs Annalen der Chemie 114, Winter’sche Verlagsbuchhandlung, Leipzig und Heidelberg 1860, S. 35–51.

## Weblinks

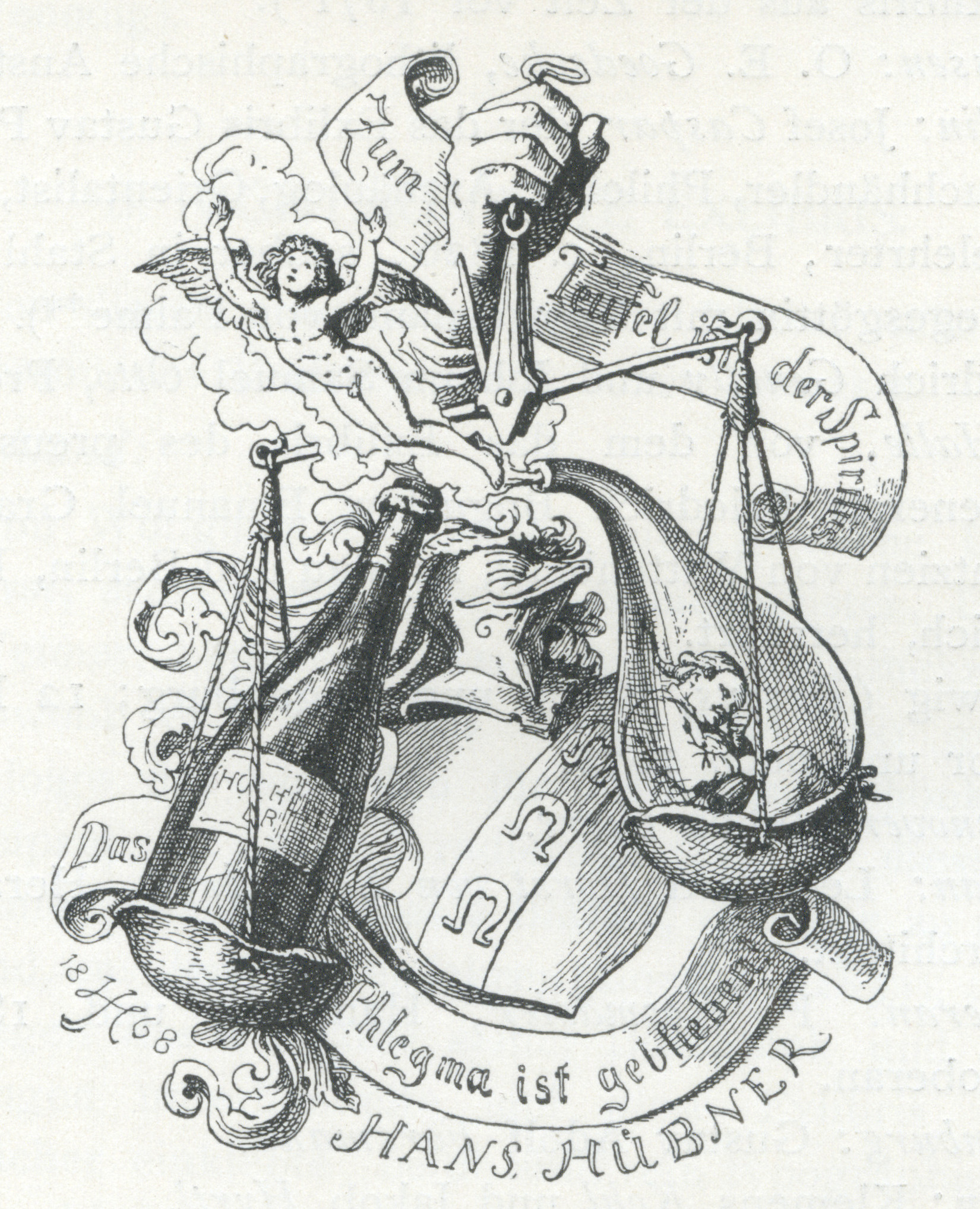
Exlibris von Hans Hübner, gestaltet von seinem Vater Julius Hübner (1868)